# Falun
Falun és una ciutat a la comuna del mateix nom al Comtat de Dalarna, Suècia. La ciutat es formà cap al segle xi amb l'inici de l'explotació d'una mina de coure en les proximitats, anomenada la gran muntanya de coure de Falun, que va ser declarada Patrimoni de la Humanitat el 2001.
La UNESCO assenyala que «l'enorme excavació minera coneguda com el Gran Pou a Falun és el tret més excel·lent d'un paisatge que il·lustra l'activitat de la producció de coure en aquesta regió des d'almenys el segle xiii. La ciutat planificada del segle xii de Falun amb molts i bells edificis històrics, junt amb les restes industrials i domèstiques d'una sèrie d'assentaments dispersos sobre una zona de la regió de Dalarna, proporcionen una vívida imatge del que va ser durant segles una de les zones mineres més importants del món». Es compleixen, segons el parer d'aquesta organització internacional, dos criteris. En primer lloc, encara que la mineria de coure a Falun es va veure influïda per la tecnologia alemanya, el cert és que el segle xvii va passar a ser la més important del món i va influir en la tecnologia de la resta del món durant els dos segles següents. En segon lloc, tot el paisatge està dominat per les restes d'aquesta mineria, que va transcórrer al llarg dels segles, des del segle ix al segle xx. A més, en aquestes abundants restes pot apreciar-se tota l'evolució d'aquesta indústria, de la forma més senzilla fins a la producció industrial plena i moderna.»

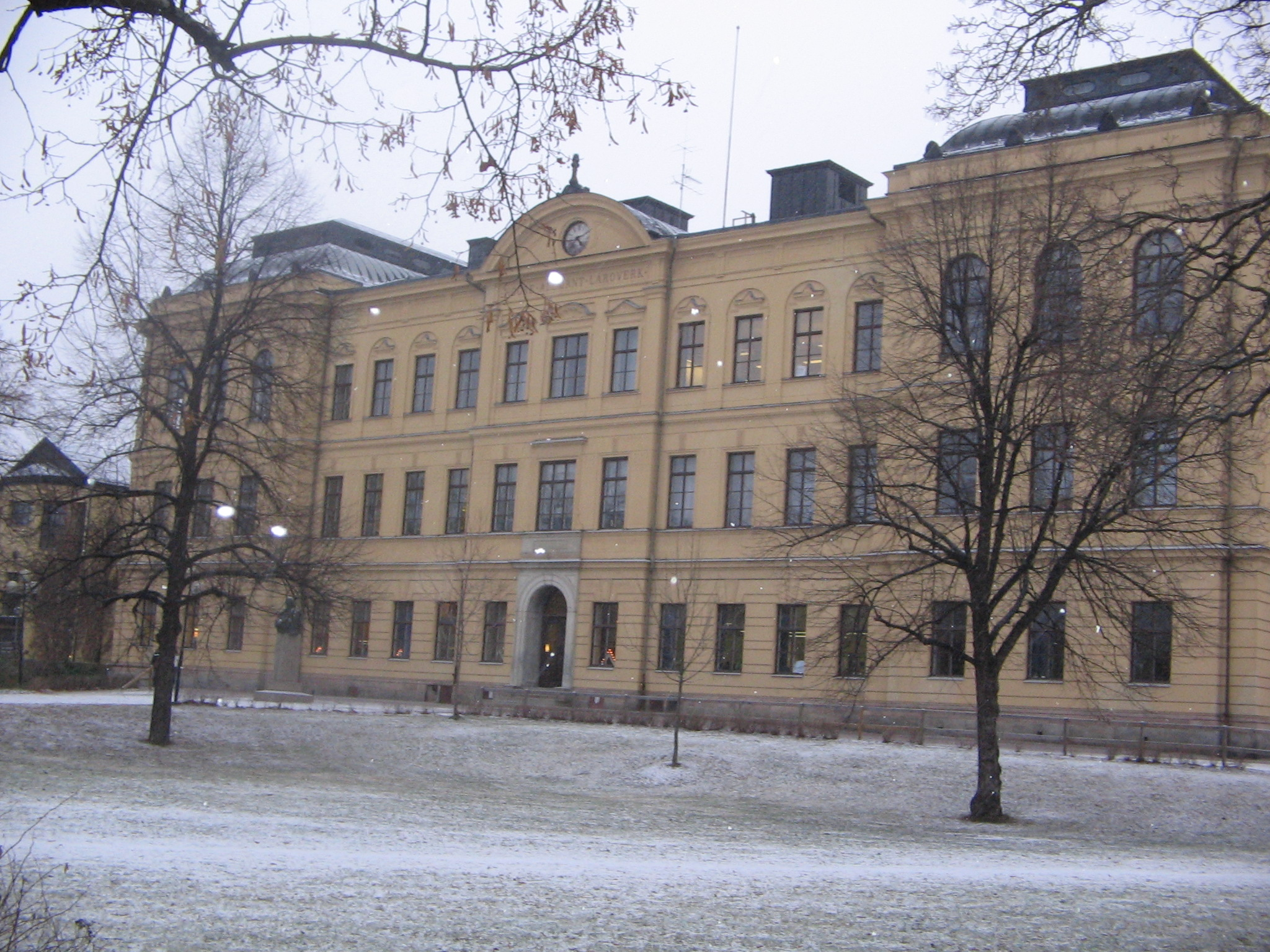
Kristinegymnasiet (Institut de Cristina) a Falun

L'extracció d'aquest mineral a la regió havia començat en menor escala al voltant del segle viii. El període més important va ser en els segles xivi xv, ja que la producció de coure va contribuir a fer de Suècia una potència europea.
Falun va rebre el seu Certificat Reial (Stadsprivilegium) com a ciutat el 1641, sent llavors la urb més gran del regne suec, amb 6.000 habitants. El 1646, durant el regnat de Cristina de Suècia, la ciutat va tenir el seu primer pla urbà, el que existeix fins avui.
El 1687 va ocórrer un gegantí ensorrament, que va abastar 1,5 km de diàmetre i aproximadament. Cent metres de profunditat, per falta de planificació en l'explotació. Afortunadament el desastre va ocórrer un dia festiu i no hi va haver víctimes a lamentar, però va significar el començament de la decadència regional. L'explotació de coure va seguir, tanmateix, durant 305 anys més, fins al 8 de desembre de 1992. Avui només s'hi produeix un pigment molt popular a Suècia conegut com a vermell de Falun.
El 1859 es va inaugurar la línia de ferrocarril regional i el 1879 la línia entre Falun i Göteborg, la qual cosa va significar un renaixement de la ciutat, amb la instal·lació de noves indústries i habitatges. Ja a final segle xix, la ciutat va prendre un caràcter de centre administratiu i educacional.
El riu Falun divideix la ciutat en dos. El costat on s'ubica la mina de coure és anomenat popularment el costat lleig, i l'altre, on és la part residencial el costat bonic. Hosjö, una parròquia i barri de Falun, es troba a l'est de la ciutat i està format bàsicament per masets i apartaments.
La població del municipi arribava als 55.000 habitants el 2006. Entre els suecs destacats que van habitar aquesta ciutat es compten Selma Lagerlöf i Carl Larsson, així com l'actriu Lina Leandersson, i també el grup musical de Heavy Metal Sabaton